# 臺北市立明倫高級中學
臺北市立明倫高級中學（簡稱明倫高中）是臺北市大同區一所市立普通型高級中等學校。

## 校史
1968年，因應九年國民教育實施，中華民國政府廣設國民中學。明倫高中前身「臺北市立明倫國民中學」創立之初，假臺北市大同區大龍國民小學從事籌備工作，8月1日正式成立學校，9月開學後先借臺北市立陽明高級中學校舍上課。1970年校舍竣工，遷入今址。1993年改制為「臺北市立明倫高級中學」，停招國中部。
2015年，台北市政府教育局遴選曾美蕙為校長，惟其並非校內投票支持度最高者，後續引發遴選黑箱事件。
2022年，明倫高中與中華大學簽訂策略聯盟，培育AI人才。

## 外部連結
- 官方网站